# François Théodore Savoie
Pour l’article homonyme, voir Savoie (homonymie).
François Théodore Savoie (14 février 1846-9 septembre 1921) est un homme politique fédéral, provincial et municipal du Québec.

## Biographie
Né à Saint-Calixte-de-Somerset (maintenant Plessisville) dans le Canada-Est, il entama sa carrière publique en devenant maire de la municipalité de Plessisville de 1887 à 1889, préfet du comté de Mégantic de 1888 à 1889 et commissaire scolaire de Plessisville de 1893 à 1896.
Élu député du Parti libéral du Canada dans la circonscription fédérale de Mégantic en 1904, il est réélu en 1908. Il ne se représente pas en 1911.
En 1915, il devient membre du Conseil législatif du Québec pour le Parti libéral du Québec dans la division de Kennebec. Il y demeure jusqu'à son décès en 1921.